# Juni Dahr
Juni Dahr, född 29 juni 1953, är en norsk skådespelare.
Hon var anställd vid Den Nationale Scene mellan 1976 och 1988, och hade där flera centrala roller, bland annat i Charles Marowitz Ibsen-bearbetning Hedda. I Fjernsynsteatret spelade hon i Cecilie Løveids Kan du elske? och Jorge Diaz Canto Libre.
Dahr är en experimenterande skådespelare som försöker möta publiken utanför de traditionella teatersalongernas ramar. Hon startade 1988 sitt eget produktionssällskap, Visjoner, med syfte att forska i kvinnolegender; den första produktionen var enkvinnoföreställningen Jeanne d'Arc, som hade premiär i Los Angeles. Stycket har spelats i kyrkor i USA, Norge och Europa, och visades i Fjernsynsteatret 1990. 1989 skapade hon en ny enkvinnoföreställning, Ibsen kvinner, som hade urpremiär i USA. Vidare kan nämnas bearbetningen av Sigrid Undsets Kristin Lavransdotter 1994; den visades som kulturarrangemang under OS i Lillehammer. På senare år har Dahr rest mycket med Riksteatret för att visa sina föreställningar.
Som filmskådespelare har Dahr haft en central roll i filmen Utan vittne (1986). Hon har även haft roller i bland annat Hans Petter Molands Zero Kelvin - kärlekens fryspunkt (1995) och Liv Ullmans Trolösa (2000).

## Filmografi
Efter Internet Movie Database:
- 1970 – Døden i gatene
- 1976 – Farlig yrke (TV)
- 1986 – Utan vittne
- 1989 – Dolce vita (kortfilm)
- 1990 – Lucifer Sensommer - gult og sort
- 1995 – Eggs
- 1995 – Zero Kelvin - kärlekens fryspunkt
- 1996 – Thygesen (TV)
- 1997 – Mörkrets ö
- 2000 – Trolösa